# Oligômero
Em química, um oligômero (português brasileiro) ou oligómero (português europeu) consiste de um finito número de unidades de monômeros (ολιγος, ou oligos, é a palavra grega para "uns poucos"), em contraste a um polímero o qual, ao menos em princípio, consiste de um número não limitado de monômeros. Muitos óleos são oligômeros, tal como querosene e também encontram uso em plastificantes. Eles podem ser feitos de monômeros por ligar-se juntos, ou por separação das mais altas frações de petróleo. 
Em bioquímica, o termo oligômero é usado para fragmentos curtos de DNA, geralmente usados em experimentos de hibridização (ligados a lâminas de vidro ou membranas de nylon). Pode também referir-se a complexo de proteína feito de dois ou mais subunidades proteicas. Neste caso, um complexo feito de algumas diferentes subunidades de proteínas é chamada um hétero-oligômero. Quando somente um tipo de unidade de proteína é usada no complexo, é chamado de homo-oligômero.
Em oligomerização um único processo químico converte monômeros a um finito grau de polimerização. A atual definição é matéria de debate, frequentemente um valor entre 10 e 200.

## Telomerização
Quando um oligômero resulta em uma cadeia de transferência é chamado um telômero/telómero e o processo é de telomerização . Um telômero é uma região de DNA altamente repetitivo no final de um cromossomo linear.